# Bau (deessa)
Bau era una deessa amb cos de dona i cap de gos de la mitologia sumèria, filla d'An. Era invocada quan calia guarir un malalt, probablement per les qualitats antisèptiques de la bava de gos i sovint es posaven figuretes d'argila al costat dels llits dels pacients a manera d'amulet o per afavorir la presència de Bau.
Era considerada la deessa tutelar de la ciutat de Lagash, on se celebrava un festival en el seu honor a la tardor, a un temple on van arribar a treballar 1200 persones. La deessa es va desposar amb un déu-guerrer que canvia de nom segons la regió. El seu nom és una onomatopeia del soroll que fa el gos quan borda. Posteriorment fou assimilada a la deïtat Gula.
A Girsu, pel nou any, es duia a terme una cerimònia de hieros gamos o matrimoni sagrat on el rei s'aparellava amb la sacerdotessa de Bau per assegurar la renovació de la seva estirp.